# Khẩn Lợi
Khẩn Lợi (giản thể: 垦利区; phồn thể: 墾利; bính âm: Kěnlì Qu) là một quận thuộc địa cấp thị Đông Dinh, phía bắc tỉnh Sơn Đông, Trung Quốc. Quận nằm trên bờ nam của Hoàng Hà và giáp với một trong các cửa sông của nó. Địa hình của quận vốn là vùng đầm lầy và được cải tạo, khai phá nên mật độ dân cư khá thấp so với những huyện đồng bằng khác tại Trung Quốc. Quận cách trung tâm hành chính của Đông Dinh khoảng 20 kilômét (12 mi) về phía đông nam. Dân số quận năm 1999 là 211.444 người. Với vị trí địa lý quan trọng, quận đang được quy hoạch phát triển kinh tế.

### Nhai đạo
- Khẩn Lợi (垦利街道)
- Hưng Long (兴隆街道)

### Trấn
- Thắng Đà (胜坨镇)
- Hác Gia (郝家镇)
- Vĩnh An (永安镇)
- Hoàng Hà Khẩu (黄河口镇)
- Đổng Tập (董集镇)